# Puiu Hașotti
Puiu Hașotti (n. 14 iunie 1953, Constanța, România) este un politician român de origine aromână, deputat în legislaturile  1996-2000, 2000-2004 și senator în legislaturile 2004-2008, 2008-2012 și 2012-2016 ales în județul Constanța pe listele PNL.

## Inițiative legislative
În 2006 Puiu Hașotti a propus o lege de desființare a Institutului Revoluției Române. Propunerea a fost acceptată de Comisia juridică a Senatului. Totuși în 8 februarie 2007 senatorul și-a retras propunerea legislativă, declarând că nu vrea să-l șicaneze pe Ion Iliescu, președintele Institutului Revoluției Române, adversar politic al PNL.